# Ger (chassidische gemeenschap)
Ger (Jiddisch: גער, Hebreeuws: חסידות גור) is de naam van een van de grootste chassidische bewegingen, begonnen in 1859. De naam is afgeleid van het Poolse stadje Góra Kalwaria of Ger (in het Jiddisch). Vandaag de dag is de hoofdzetel in Jeruzalem.

## Geschiedenis

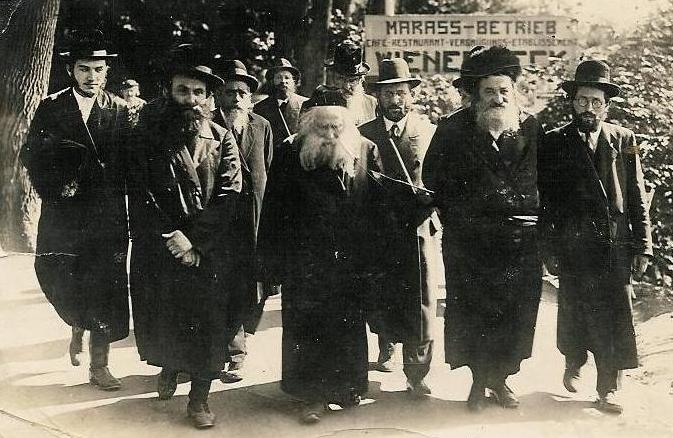
Rabbi Avraham Mordechai Alter (midden)

Na de dood van de Kotzker Rebbe uit Polen in 1859 kozen zijn volgelingen Rabbi Yitzchak Meir Alter, zijn schoonbroer, als nieuwe rebbe. Hij woonde in Warschau, maar verhuisde daarna naar Ger. Hij leidde zijn chassidim gedurende 7 jaar. Sindsdien blijft de beweging groeien.
Na zijn dood in 1866 volgde zijn kleinzoon Rabbi Yehuda Aryeh Leib Alter hem op. Maar hij accepteerde de positie pas in 1870. Ondanks zijn jeugd werd hij al snel door de andere Poolse rebbes geaccepteerd.
Zijn oudste zoon en opvolger Rabbi Avraham Mordechai Alter stichtte in 1926 een jesjiva in Jeruzalem. Hij vluchtte net voor de Tweede Wereldoorlog naar Israël en begon daar aan de heropbouw van de beweging.
Na de oorlog werd Rabbi Yisrael Alter Rebbe. Hij staat bekend als de rebbe die de beweging na de Holocaust weer opbouwde. Toen verloren bijna al de Gerre Chassidim (ongeveer 200.000) in Europa hun leven. Rabbi Yisrael Alter stichtte ook Ichud Mosdos Gur (Unie van Gerre-instellingen), opgericht als verantwoordelijke instantie voor alle financiering van de onderwijsinstellingen van Ger in Israël.

## Uiterlijk
De Gerre-mannen zijn herkenbaar aan hun donkere chassidische klederdracht en aan hun broekspijpen in de kousen gestopt, hoyzen zoken genaamd. Op sjabbes en joodse feestdagen dragen de mannen een hoge ronde pelsen hoed die een spodik heet en door Poolse Chassidim wordt gedragen.

## Lijst Gerre-leiders (rebbes)
(De naam waaronder de rebbes na hun dood bekend zijn, zijn cursief gedrukt.)
1. Rabbi Yitzchak Meir Alter (1798 - 10 maart 1866), Chiddushei HaRim
2. Rabbi Yehuda Aryeh Leib Alter (1847-1905), Sfas Emes.
3. Rabbi Avraham Mordechai Alter (25 december 1866 - 3 juni 1948), Imrei Emes.
4. Rabbi Yisrael Alter (12 oktober 1895 – 20 februari 1977), Beis Yisroel.
5. Rabbi Simcha Bunim Alter (6 april 1898 – 6 augustus 1992), Lev Simcha.
6. Rabbi Pinchas Menachem Alter (9 juni 1926 – 7 maart 1996), Pnei Menachem.
7. Rabbi Yaakov Aryeh Alter (1939) Huidige rebbe.